# (99987) 1981 EC31
(99987) 1981 EC31 es un asteroide perteneciente al cinturón de asteroides, descubierto el 2 de marzo de 1981 por Schelte John Bus desde el Observatorio de Siding Spring, Nueva Gales del Sur, Australia.

## Designación y nombre
Designado provisionalmente como 1981 EC31.

## Características orbitales
1981 EC31 está situado a una distancia media del Sol de 2,673 ua, pudiendo alejarse hasta 2,987 ua y acercarse hasta 2,358 ua. Su excentricidad es 0,117 y la inclinación orbital 13,50 grados. Emplea 1596,32 días en completar una órbita alrededor del Sol.

## Características físicas
La magnitud absoluta de 1981 EC31 es 15,6. Está asignado al tipo espectral.